# 亞歷山德里夫卡 (克羅皮夫尼茨基區)

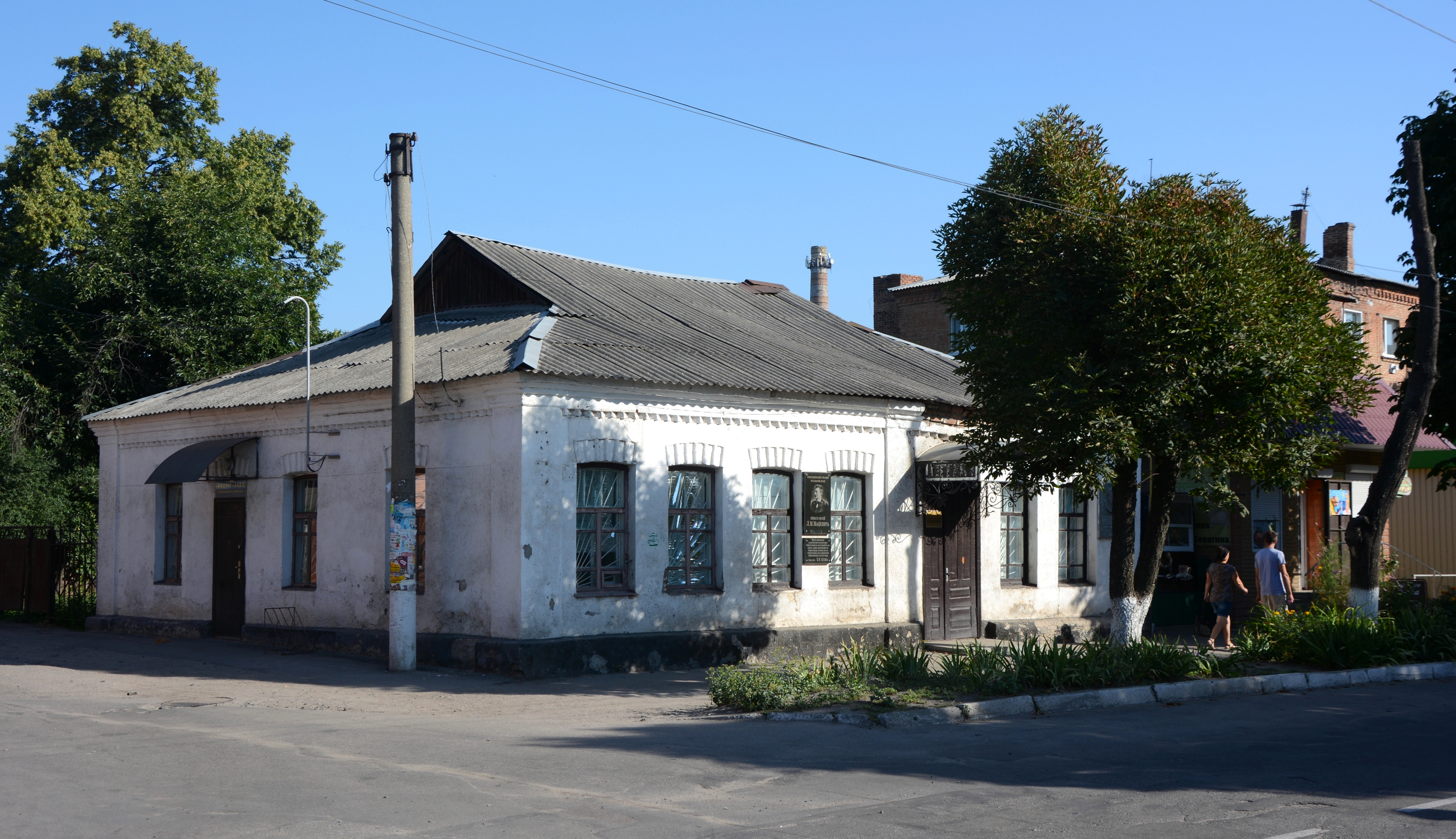
镇中心

亞歷山德里夫卡（羅馬化：Oleksandrivka）是烏克蘭中部基洛夫格勒州克罗皮夫尼茨基区亚历山德里夫卡市镇内的鎮及其行政中心。處於佳斯明河畔，面積6.03平方公里，2023年人口8,000，人口密度每平方公里1,520.07人。